# 第187回国会
第187回国会（だい187かいこっかい）とは、2014年（平成26年）9月29日に召集された臨時国会。会期は11月30日までの63日間であったが、11月21日に衆議院が解散され、参議院は閉会、54日間となった。

## 概要
安倍首相は、所信表明演説で、今国会を「地方創生国会」と位置づけるとともに、「女性が輝く社会」の構築をテーマとして上げた。

## 各党・会派の議席数
| 計480、2014年（平成26年）10月14日時点 - 自由民主党 - 294 - 民主党・無所属クラブ - 55 - 日本維新の会 - 42 - 公明党 - 31 - みんなの党 - 8 - 日本共産党 - 8 - 生活の党 - 7 - 社会民主党・市民連合 - 2 - 無所属 - 14 （議長：伊吹文明、副議長：赤松広隆を含む） その他：11月11日に後藤斎（民主党）が知事選出馬のため辞職。 | 計242、2014年（平成26年）11月7日時点 - 自由民主党 - 114 - 民主党・新緑風会 - 58 - 公明党 - 20 - みんなの党 - 12 - 維新の党 - 11 - 日本共産党 - 11 - 次世代の党 - 4 - 社会民主党・護憲連合 - 3 - 新党改革・無所属の会 - 3 - 生活の党 - 2 - 無所属 - 4 （議長：山崎正昭、副議長：輿石東を含む） その他：11月21日に佐藤ゆかり（自民党）が衆院選出馬のため辞職。 |

## 主な審議議案

### 衆法（衆議院議員提出法律案）
| 提出回次 | 議案件名                               | 結果 | 成立日   | 備考 |
| -------- | -------------------------------------- | ---- | -------- | --- |
| 186      | サイバーセキュリティ基本法案           | 成立 | 11月6日  | サイバーセキュリティ戦略の策定・ サイバーセキュリティ戦略本部の設置、組織など                                 |
| 186      | 公認心理師法案                         | 未了 | -        | 初となる心理職の国家資格を新設                                                                                |
| 187      | 空家対策推進特別措置法案               | 成立 | 11月19日 | 市町村が、倒壊のおそれがある特定空家の撤去や修繕命令・ また著しく景観を損なう等の特定空家の修繕命令を可能に   |
| 187      | リベンジポルノ防止法案                 | 成立 | 11月19日 | リベンジポルノの禁止やその処罰・ 画像削除についてのプロバイダー責任制限法の特例                               |
| 187      | 医薬品医療機器等法改正法案             | 成立 | 11月19日 | 危険ドラッグを規制するため、販売停止命令を受けた物品と 同一の包装などである物品についても販売などを禁止可能に |
| 187      | 外国人漁業規制法及び漁業主権法改正法案 | 成立 | 11月19日 | 中国漁船サンゴ密漁問題を受けて、罰金や加算担保金の 金額を引き上げ                                             |

### 閣法（内閣提出法律案）
| 提出回次 | 議案件名                                                             | 結果 | 成立日   | 備考                                                                                          |
| -------- | -------------------------------------------------------------------- | ---- | -------- | --------------------------------------------------------------------------------------------- |
| 187      | 土砂災害防止法改正法案                                               | 成立 | 11月12日 | 都道府県に基礎調査の公表・市町村に 土砂災害警戒区域の警戒避難体制の整備を義務づけ             |
| 187      | 災害対策基本法改正法案                                               | 成立 | 11月14日 | 道路管理者が災害時に放置車両を移動可能に                                                      |
| 187      | 感染症法改正案                                                       | 成立 | 11月14日 | 中東呼吸器症候群を2類感染症に指定・ 重い感染症の患者から強制採血を可能に                      |
| 183      | テロ資金提供処罰法改正法案                                           | 成立 | 11月14日 | 資金以外の利益（土地、建物、物品など）の提供 ・間接支援者を処罰対象に追加                     |
| 187      | テロリスト財産凍結特別措置法案                                       | 成立 | 11月19日 | 国連安保理決議の対象となるテロリストを指定し、 一定以上の財産の提出を義務・譲受け等を許可制に |
| 187      | 地方公共団体の議会の議員及び長の 選挙期日等の臨時特例に関する法律案  | 成立 | 11月19日 | 第18回統一地方選挙のため、地方公共団体の 議会の議員及び長の選挙期日などの特例                 |
| 187      | 不当景品類及び不当表示防止法改正案                                   | 成立 | 11月19日 | 不当表示を行った事業者への課徴金制度の導入                                                    |
| 187      | 地方創生関連2法案 （まち・ひと・しごと創生法案、地域再生法改正法案） | 成立 | 11月21日 | 地方創生の基本理念や総合戦略の策定などを規定・ 地方公共団体が首相に新たな措置を提案可能に     |
| 187      | 銃砲刀剣類所持等取締法改正法案                                       | 成立 | 11月21日 | 空気銃射撃競技の年少射撃資格者の年齢を 「14歳から18歳」を「10歳から19歳」に改正               |
| 187      | 女性活躍推進法案                                                     | 未了 | －       | 企業に女性登用の数値目標の設定を義務化                                                        |
| 187      | 労働者派遣法改正法案                                                 | 未了 | －       | 派遣労働者の受け入れ期間の制限を撤廃                                                          |

### 条約
| 提出回次 | 議案件名                             | 結果 | 承認日   | 備考                                  |
| -------- | ------------------------------------ | ---- | -------- | ------------------------------------- |
| 187      | 日豪経済連携協定                     | 承認 | 11月7日  | 日・オーストラリア経済連携協定 外務省 |
| 187      | 原子力損害の補完的な補償に関する条約 | 承認 | 11月13日 | 原子力損害補完的保障条約 外務省       |

## 今国会の動き

### 召集前
- 6月22日 - 第186回国会が閉会。
- 9月19日 - 「平成二十六年九月二十九日に、国会の臨時会を東京に召集する詔書」が公布[6]。

### 会期中

#### 9月
- 9月29日
  - 召集。開会。
  - 安倍首相の所信表明演説[3]。

#### 10月
- 10月7日 - 黒田東彦日本銀行総裁が参議院予算委員会に出席。民主党福山哲郎議員の求めで朝に出席が決定したため、日銀決定会合が1時間半に渡り中断した。日銀決定会合が中断するのは1998年以来16年ぶり[7]。
- 10月20日 - 小渕優子経済産業大臣、松島みどり法務大臣が辞任[8][9]。

#### 11月
- 11月5日 - テロリスト財産凍結法案が衆議院内閣委員会で全会一致で可決[10]。
- 11月6日
  - サイバーセキュリティ基本法が賛成多数で衆議院本会議で成立[11]。
  - 公職選挙法の18歳選挙権に関連する与野党8党によるプロジェクトチームの会合が開かれた[12][13]。座長の船田元・自民党憲法改正推進本部長が18際・19歳の未成年者による重大な選挙違反を成人と同様に処罰対象とする公職選挙法改正案の試案を示し、各党の実務者は大筋了承した[12]。
- 11月14日 - 患者からの強制採血も可能とする改正感染症法が衆議院本会議で全会一致で可決、成立[14][15]。西アフリカでのエボラ出血熱流行などを受け、感染症の情報収集体制を強化する内容で、致死率が高いエボラ熱やペストなどの1類感染症、結核やH5N1型鳥インフルエンザなどの2類感染症、新型インフルエンザなどについて、患者が検体の提供を拒んだ場合でも採取を実施できるようになる[15]。参議院先議で参議院では11月7日に通過していた[14][15]。施行日は2016年（平成28年）4月1日[14][15]。
- 11月18日
  - 安倍首相が首相官邸で記者会見し、衆議院の解散を表明[16]。
  - 「私事性的画像記録の提供被害防止法案」（リベンジポルノ規制法案）が衆議院で可決[17]。
- 11月19日
  - 「私事性的画像記録の提供被害防止法案」が参議院で可決、リベンジポルノ規制法が成立[18]。
  - 「改正医薬品医療機器法」が参議院で可決、成立[19][20]。危険ドラッグの販売、広告の規制が強化される[19][20]。
  - 「空家対策特別措置法」が参議院で全会一致で可決、成立[21][22]。国土交通省・総務省に空き家対策の基本方針を作成するよう義務付けるほか、空き家の所有者を把握して対策を実施しやすくするため、市町村が固定資産税の納税情報を活用できるようにすることが柱[21][22]。市町村には倒壊のおそれがある危険な空き家への立ち入り調査や、撤去や修繕を所有者に命令できる権限を付与する[21][22]。
  - 「改正外国人漁業規制法」・「改正漁業主権法」が参議院本会議で可決、成立[23][24]。2014年（平成26年）11月27日公布、同年12月7日施行[24]。改正前の漁業主権法は最大1千万円の罰金、外国人漁業規制法は3年以下の懲役または最大400万円の罰金を科していたが、改正法は罰金額の上限を共に3千万円へ引き上げた[23][24]。漁業監督官らの立ち入り検査を拒否した場合の罰金も、外国人のみ改正前の10倍となる上限300万円となった[23][24]。
  - 「テロリスト財産凍結法」が参議院で可決、成立[25]。2015年（平成27年）10月5日施行[26]。
- 11月21日
  - 地方創生関連2法が参院本会議で自民、公明両党と次世代の党などの賛成多数により可決、成立[27]。
  - 解散詔書を閣議決定。衆議院本会議で衆議院解散[28]。参議院も閉会。法案成立率は67.7%[29]。

## 常任委員長
| 委員長名           | 氏名     | 政党名     |
| ------------------ | -------- | ---------- |
| 内閣委員長         | 井上信治 | 自由民主党 |
| 総務委員長         | 桝屋敬悟 | 公明党     |
| 法務委員長         | 奥野信亮 | 自由民主党 |
| 外務委員長         | 土屋品子 | 自由民主党 |
| 財務金融委員長     | 古川禎久 | 自由民主党 |
| 文部科学委員長     | 西川京子 | 自由民主党 |
| 厚生労働委員長     | 渡辺博道 | 自由民主党 |
| 厚生労働委員長     | 上川陽子 | 自由民主党 |
| 農林水産委員長     | 江藤拓   | 自由民主党 |
| 経済産業委員長     | 江田康幸 | 公明党     |
| 国土交通委員長     | 今村雅弘 | 自由民主党 |
| 環境委員長         | 北川知克 | 自由民主党 |
| 安全保障委員長     | 北村誠吾 | 自由民主党 |
| 国家基本政策委員長 | 宮路和明 | 自由民主党 |
| 予算委員長         | 大島理森 | 自由民主党 |
| 決算行政監視委員長 | 石関貴史 | 維新の党   |
| 議院運営委員長     | 逢沢一郎 | 自由民主党 |
| 懲罰委員長         | 高木義明 | 民主党     |

| 委員長名           | 氏名       | 政党名     |
| ------------------ | ---------- | ---------- |
| 内閣委員長         | 大島九州男 | 自由民主党 |
| 総務委員長         | 谷合正明   | 公明党     |
| 法務委員長         | 魚住裕一郎 | 公明党     |
| 外交防衛委員長     | 片山さつき | 自由民主党 |
| 財政金融委員長     | 古川俊治   | 自由民主党 |
| 文教科学委員長     | 水落敏栄   | 自由民主党 |
| 厚生労働委員長     | 丸川珠代   | 自由民主党 |
| 農林水産委員長     | 山田俊男   | 自由民主党 |
| 経済産業委員長     | 吉川沙織   | 民主党     |
| 国土交通委員長     | 広田一     | 民主党     |
| 環境委員長         | 島尻安伊子 | 自由民主党 |
| 国家基本政策委員長 | 小川勝也   | 民主党     |
| 予算委員長         | 岸宏一     | 自由民主党 |
| 決算委員長         | 小坂憲次   | 自由民主党 |
| 行政監視委員長     | 松村祥史   | 自由民主党 |
| 議院運営委員長     | 中川雅治   | 自由民主党 |
| 懲罰委員長         | 芝博一     | 民主党     |